# Judivan
Judivan Flor da Silva (Sousa, Brasil, 21 de mayo de 1995) es un futbolista brasileño que juega como extremo derecho. Actualmente milita en el Botafogo de la Serie B de Brasil.

## Selección nacional
En el 2015 fue convocado para defender la selección de Brasil en la Copa Mundial Sub-20 de Nueva Zelanda. Llegaron a la final, contra Serbia, pero perdieron en una prórroga.

### Participaciones en juveniles
| Competición                 | Sede          | Resultado  | Partidos | Goles |
| --------------------------- | ------------- | ---------- | -------- | ----- |
| Copa Mundial Sub-20 de 2015 | Nueva Zelanda | Subcampeón | 4        | 2     |

## Estadísticas
Actualizado al 4 de octubre de 2016.
| Cruzeiro · Brasil                                     | 1ª            | 2014          | 2 | 0 | 0  | 0 | 0 | 0 | - | - | 2  | 0 |
| Cruzeiro · Brasil                                     | 1ª            | 2015          | 1 | 0 | 11 | 1 | - | - | 3 | 0 | 15 | 1 |
| Cruzeiro · Brasil                                     | 1ª            | 2016          | 0 | 0 | 0  | 0 | 0 | 0 | - | - | 0  | 0 |
| Cruzeiro · Brasil                                     | Total club    | Total club    | 3 | 0 | 11 | 1 | 0 | 0 | 3 | 0 | 17 | 1 |
| Total carrera                                         | Total carrera | Total carrera | 3 | 0 | 11 | 1 | 0 | 0 | 3 | 0 | 17 | 1 |
| (1)Incluidos los datos de la Copa Libertadores (2015) |               |               |   |   |    |   |   |   |   |   |    |   |